# 매들린 더건
매들린 더건(Madeline Duggan, 1994년 6월 28일 ~ )은 잉글랜드의 배우이다.